# Intelligent Qube
Intelligent Qube is een computerspel dat werd uitgegeven door Sony Computer Entertainment Europe. Het spel kwam in 1997 uit voor het platform Sony PlayStation. Later volgde ook andere platforms. Het perspectief van het spel is in de derde persoon. Het spelveld wordt isometrisch weergegeven.

## Platforms
| Jaar | Platform           |
| ---- | ------------------ |
| 1997 | PlayStation        |
| 2004 | Mobiele telefoon   |
| 2007 | PSP, PlayStation 3 |
| 2012 | PS Vita            |

Op 4 februari 2004 werd het spel in Japan uitgebracht voor mobiele telefoons.

## Ontvangst
| Beoordeeld door        | Platform    | Datum            | Score |
| ---------------------- | ----------- | ---------------- | ----- |
| NowGamer               | PlayStation | 1 oktober 1997   | 88%   |
| Netjak                 | PlayStation | 14 februari 2006 | 82%   |
| Game Informer Magazine | PlayStation | maart 2005       | 82%   |
| Quebec Gamers          | PlayStation | 5 juli 2004      | 80%   |
| Absolute Playstation   | PlayStation | oktober 1997     | 80%   |
| IGN                    | PlayStation | 17 november 1997 | 80%   |
| Edge                   | PlayStation | juni 1997        | 70%   |
| GameSpot               | PlayStation | 13 november 1997 | 66%   |
| Game Revolution        | PlayStation | april 1998       | 50%   |

## Trivia
- Het spel is opgenomen in het boek 1001 Video Games You Must Play Before You Die van Tony Mott.